# Колосова, Алиса Владимировна
Али́са Влади́мировна Ко́лосова (29 июля 1987, Москва) — оперная певица, меццо-сопрано. Являлась солисткой оперной труппы Венской государственной оперы с 2011 по 2014 год.

## Биография
В пять лет начала заниматься музыкой. С 8 лет побеждала в вокальных детских и юношеских конкурсах, затем, окончив школу экстерном, в 2004—2005 годах училась в Российской академии театрального искусства — ГИТИС в Москве (факультет музыкального театра) у известного контртенора, доцента Евгения Журавкина.
Осенью 2008 года стала финалистом престижного европейского конкурса в Дрездене (Германия) «Competizione dell’Opera». В январе 2009 года певица получила специальную премию жюри на конкурсе имени Франсиско Виньяса в Барселоне (Испания). Летом 2009 года участвовала в Программе для молодых оперных певцов на Зальцбургском Фестивале (Австрия). С октября 2009 года стажировалась в оперной студии при Национальной парижской опере (Гранд Опера). Летом 2010 года по приглашению Альберто Дзедда стажировалась в Accademia Rossiniana в Пезаро.
В оперной биографии Колосовой роли: Джудитты в опере Моцарта «Освобожденная Бетулия» в постановке Зальцбургского Фестиваля под управлением Риккардо Мути (2010), Ольга в опере «Евгений Онегин» на сцене театра Bastille (Национальной парижской опере) под управлением дирижёра Василия Петренко (2010) и на сцене Баварской Национальной Оперы в Мюнхене (2012), Орфей (французская редакция Берлиоза)в опере «Орфей и Эвридика» Глюка в Париже (2011), «Русалка» Дворжака на фестивале в Гляйндборне (Англия) под управлением Сэра Эндрю Дэвиса (2011), опера Вивальди «Фарнак» (2011). В Венской государственной опере дебютировала в роли Аннио в опере Моцарта «Милосердие Тита» под управлением Адама Фишера (2012), затем пела Полину в опере «Пиковая дама»(2013), Фенену в опере «Набукко» и Сузуки в опере «Мадам Баттерфляй» под управлением Пласидо Доминго (сезон 2013-2014). Пела Маддалену в новой постановке «Риголетто» в Баварской опере (2013). В Римской опере дебютировала в 2014 году в опере «Магомед II» Россини под управлением Роберто Аббадо.
В ноябре 2010 получила Prix de l’AROP от спонсоров Национальной Парижской Оперы (Grand Opera) как лучшая молодая певица года.
Проживает в Швейцарии.